# In Winter
Albums de Katie Melua
Ketevan
(2013) Ultimate Collection
(2018)

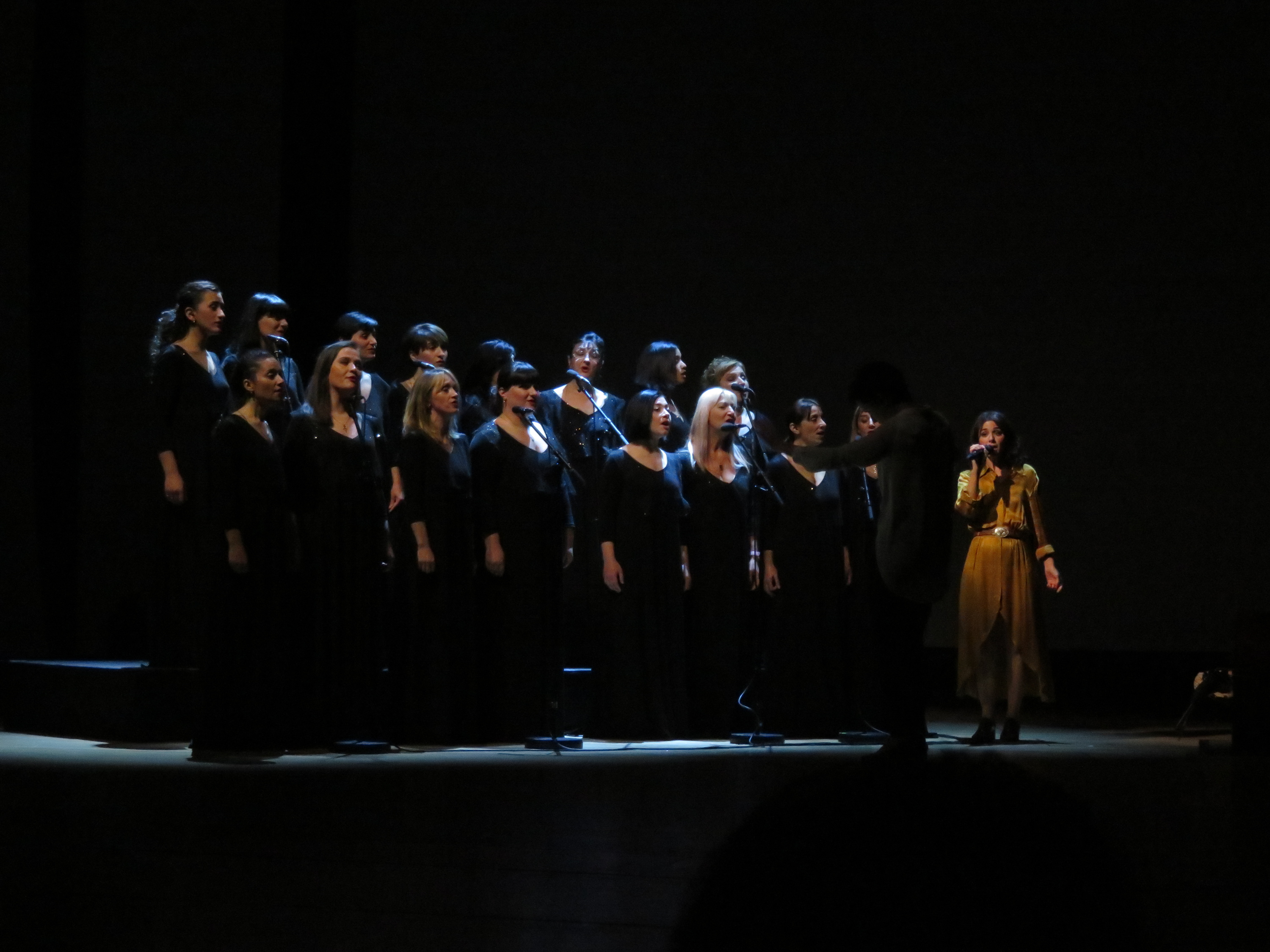
Katie Melua avec le chœur de femmes de Gori, 2018

In Winter est le septième album studio de l'auteur-compositeur-interprète britannique Katie Melua. Il a été publié par BMG Rights Management le 14 octobre 2016. 

## Contexte
Pour cet enregistrement, Katie Melua est retournée en Géorgie, son pays natal, pour enregistrer un album avec le chœur de femmes de Gori, une troupe de chanteuse entièrement géorgienne. Elle a fait équipe avec le coproducteur Adam 'Cecil' Bartlett et s'est rendue dans la ville de Gori, où ils ont créé un studio d'enregistrement dans le centre artistique de la communauté locale. Pour les arrangements choraux spéciaux, elle a fait appel au compositeur Bob Chilcott. Il s'agit du premier album de Katie Melua depuis la fin de son contrat avec Mike Batt sur son label Dramatico Record (portant sur six albums).
In Winter comprend des reprises de chants traditionnels mais aussi des chansons originales. 
L'édition collector de l'album comprend des illustrations originales ainsi qu'une large photographie de la chanteuse et de la chorale.   

## Liste des chansons
| No  | Titre                           | Durée |
| --- | ------------------------------- | ----- |
| 1.  | The Little Swallow              | 1:46  |
| 2.  | River                           | 3:25  |
| 3.  | Perfect World                   | 4:24  |
| 4.  | Cradle Song                     | 1:43  |
| 5.  | A Time To Buy                   | 3:31  |
| 6.  | Plane Song                      | 4:07  |
| 7.  | If You Are So Beautiful         | 3:43  |
| 8.  | Dreams on Fire                  | 4:05  |
| 9.  | All Night Vigil - Nunc Dimittis | 4:15  |
| 10. | O Holy Night                    | 4:23  |